# Corticarina hova
Corticarina hova es una especie de coleóptero de la familia Latridiidae.

## Distribución geográfica
Habita en Madagascar.